# Monique Pantel
Monique Pantel (11 de diciembre de 1932 - París, 7 de abril de 2021) fue una crítica de cine y periodista francesa. Trabajó para RTL, France Inter y Europe 1.

## Trayectoria
Nacida en una familia de hoteleros, dejó Mont-de-Marsan para trabajar como recepcionista de hotel en Inglaterra y luego en París. Allí conoce al dramaturgo Jacques Audiberti, con quien realiza un contrato de secretaria interina, y se convierte en su compañero durante los tres últimos años de su vida. Él la introduce en el diario Paris-Presse en julio de 1964, y ella escribe para la sección de espectáculos de France-Soir tras la fusión de los dos diarios. Allí, la impertinente periodista, a menudo torpe, recibe el apodo de «Panpan». Entrevista a varios actores estadounidenses cuando vienen a Francia: Arnold Schwarzenegger, Richard Gere, Shirley MacLaine, etc.
Cuando salió su primer libro en 1994, fue invitada al programa de radio de Laurent Ruquier, que aprecia su franqueza y su humor, y le ofrece hacer un reportaje telefónico del Festival de cine estadounidense de Deauville, en 1997. Esta experiencia radiofónica continúa con su intervención semanal los miércoles, en Dans tous les sens en France Inter, y luego los viernes en On va s'gêner en Europe 1, donde da su opinión sobre las películas estrenadas durante la semana, hasta 2014. En 1999, publica un libro de recuerdos y anécdotas sobre la industria cinematográfica, Panpan fait son cinoche.
Tras la reanudación del programa Les Grosses Têtes en RTL por Laurent Ruquier en septiembre de 2014, Monique Pantel es invitada de vez en cuando como invitada para dar su opinión por teléfono sobre una película concreta.
Tras su fallecimiento el 7 de abril de 2021 en París, a la edad de 88 años, se le rinde homenaje en las redes sociales, en particular por Laurent Ruquier y por el antiguo presidente del Festival de Cannes Gilles Jacob.

## Filmografía
- 1981: L'Amour trop fort by Daniel Duval
- 1990: Tatie Danielle by Étienne Chatiliez